# 榆林子镇
榆林子镇是中华人民共和国甘肃省庆阳市正宁县下辖的一个乡镇级行政单位。

## 行政区划
榆林子镇下辖以下村級單位：
小寺头村、冢巷村、乐安坊村、高龙头村、乐兴村、文乐村、马槽沟村、习仵村、石家村、马家村、任家村和党家村。